# Köbbelitz
Köbbelitz ist ein Wohnplatz von Kusey, einem Ortsteil der Stadt Klötze im Altmarkkreis Salzwedel in Sachsen-Anhalt.

## Geografie
Köbbelitz, ein altmärkische Rundplatzdorf mit Kirche, liegt im Norden des Ortsteils Kusey, etwa sechs Kilometer südwestlich von Klötze sowie nördlich des Naturparks Drömling und des EU-Vogelschutzgebietes „Feldflur bei Kusey“. Im Süden des Wohnplatzes fließt der Köbberlitzer Graben.

## Geschichte

### Mittelalter bis Neuzeit
Die erste Erwähnung des Dorfes stammt aus dem Jahre 1357 als Köbbelitz als die von Bartensleben dem Markgrafen Ludwig dem Römer Hebungen aus verschiedenen Dörfern überließen. Weitere Nennungen sind 1420 kobelitze, 1473 kebbelitz, 1541 Kopelitz, 1551 Kobbelitz, 1608 Koblitz, 1687 Kobbelitz und 1804 wieder Köbbelitz.
Zur Angabe In Cobbelici in einem Register aus dem Jahr 1053 über Besitzungen des Klosters Corvey in Altmark weist Historiker Peter P. Rohrlach darauf hin, dass es sich um eine Fälschung handelt. Wilhelm Spancken hatte bereits im Jahr 1861 aufgedeckt, warum die vorgebliche Abschrift des Registers des Abtes Saracho von Corvey durch Johann Friedrich Falke eine Fälschung ist.
Am 22. Februar 1945 wurde der Ort im Rahmen der Operation Clarion, mit dem Ziel des Bahnhofs, von 24 „Flying Fortress“ Boeing B-17 der amerikanischen Eighth Air Force mit 70,5 Tonnen Bombenlast angegriffen. 38 Menschen starben, darunter 18 Kinder. Eine Familie verlor sechs, eine andere vier Mitglieder.

### Eingemeindungen
Am 20. Juli 1950 wurde die Gemeinde Köbbelitz aus dem Landkreis Salzwedel in die Gemeinde Kusey im Landkreis Gardelegen eingemeindet. Köbbelitz wurde damit ein Wohnplatz von Kusey, jedoch kein Ortsteil.

### Einwohnerentwicklung
| Jahr | Einwohner |
| ---- | --------- |
| 1734 | 084       |
| 1774 | 105       |
| 1789 | 092       |
| 1798 | 108       |
| 1801 | 106       |
| 1818 | 094       |

| Jahr | Einwohner |
| ---- | --------- |
| 1840 | 178       |
| 1864 | 248       |
| 1871 | 238       |
| 1885 | 242       |
| 1892 | [0]231    |
| 1895 | 266       |

| Jahr | Einwohner |
| ---- | --------- |
| 1900 | [0]295    |
| 1905 | 336       |
| 1910 | [0]346    |
| 1925 | 364       |
| 1939 | 344       |
| 1946 | 479       |

Quelle, wenn nicht angegeben, bis 1946:

## Religion
Die evangelische Kirchengemeinde Köbbelitz, die ursprünglich zur Pfarrei Immekath gehörte, kam 1954 zu Kusey, das gleichzeitig Pfarrei wurde mit den Kirchengemeinden Köbbelitz, Neuferchau, Röwitz und Wenze. Heute gehören die Kirchengemeinden zum Pfarrbereich Steimke-Kusey im Kirchenkreis Salzwedel im Propstsprengel Stendal-Magdeburg der Evangelischen Kirche in Mitteldeutschland.

## Kultur und Sehenswürdigkeiten

### Kirche
- Die evangelische Dorfkirche Köbbelitz ist ein neoromanischer Backsteinbau aus dem frühen 20. Jahrhundert. Im Innern steht ein großer Schnitzaltar aus dem 16. Jahrhundert.[14]

### Denkmale
- In Köbbelitz stehen Denkmale für die Gefallenen des Deutsch-Französischen Krieges und des Ersten und Zweiten Weltkrieges.[8]

## Persönlichkeiten
- Hermann Campe (1910–1952 (vom Amtsgericht Oederan für tot erklärt)), SS-Obersturmführer